# Ренцо Улів'єрі
Ренцо Улів'єрі (італ. Renzo Ulivieri, нар. 2 лютого 1941, Сан-Мініато) — італійський футбольний тренер. З 2015 року входить до тренерського штабу клубу жіночого клубу «Понтедера».

## Быографія
Народився 2 лютого 1941 року в місті Сан-Мініато. Вихованець юнацької команди «Фіорентина», за яку так і не зіграв і недовго виступав у Серії D за «Куойопеллі». У 24 роки закінчив ISEF (Вищий інститут фізичного виховання) і отримав право бути футбольним тренером.
Розпочав тренерську кар'єру з кількома аматорськими командами у Тоскані, а також молодіжною командою «Прато».
1974 року став головним тренером команди «Емполі» з Серії C1, тренував команду з Емполі два роки, а з 1976 по 1978 рік керував молодіжною командою «Фіорентини».
Згодом з 1978 року тренував «Тернану» в Серії B, закінчуючи чемпіонат на дев'ятій позиції. Наступний сезон Ренцо також провів у Серії В, тренуючи «Ланероссі», після чого дебютував в Серії А в сезоні 1980/81 на лавці «Перуджі», але був замінений після 15 турів.
1981 року очолив «Сампдорію», з якою у першому ж сезоні вийшов до Серії А. В наступні роки «Сампа» займала 7-е і 6-е місце у елітному італійському дивізіоні.
1984 року був запрошений керівництвом клубу «Кальярі» очолити його команду, з якою пропрацював два роки, поки 1986 року не потрапив у корупційний скандал, за що отримав трирічну дискваліфікацію.
Повернувся на тренерську лавку 1989 року, очоливши «Модену», з якою в першому ж сезоні посів перше місце у Серії С1, вийшовши у Серію B, завдяки дуже міцній обороні (9 пропущених м'ячів в 34 іграх і непереможним воротарем Марко Баллоттою). Після 13 місця у другому дивізіоні в сезоні 1990/91, Улів'єрі повернувся до «Віченци» (1991—1994), з якою також виходив з Серії С1 до Серії B.
1994 року Улів'єрі знову відправився до Серії С1, очоливши «Болонью». З цією командою Ренцо за два сезони вийшов до Серії А. Перший сезон у еліті 1996/97 став найкращим для клубу з кінця 1960-х років — 7-ме місце в чемпіонаті і півфінал Кубка Італії.
1998 року прийняв пропозицію попрацювати у клубі «Наполі» з Серії В, але був звільнений з команди за три тури до кінця сезону 1998/99 через невихід команди в еліту. Після цього протягом одного року був головним тренером «Кальярі», але не зміг уникнути вильоту сардинців до Серії B.
У лютому 2001 року очолив «Парму» після несподіваної відставки Арріго Саккі. Улів'єрі завершив з командою сезон на 4 місці, що дало змогу їй кваліфікуватися до Ліги чемпіонів. Щоправда, у найпрестижнішому європейському турнірі «Парма» вже в першому двобої поступилась у кваліфікації французькому «Ліллю» та не потрапила в груповий етап, незабаром після чого 31 жовтня 2001 року Улів'єрі покинув клуб.
29 жовтня 2002 року очолив тренерський штаб «Торіно», але провів на посаді лише 14 ігор, так і не зумівши вивести команду із зони вильоту і 23 лютого 2003 року покинув клуб. До кінця сезону в команді змінилось ще два тренери, але виправити ситуацію вони не змогли і туринський клуб вилетів до другого дивізіону з останнього місця.
У лютому 2004 року став головним тренером «Падови» в Серії С1, з якою перший сезон закінчив на 7-му місці, а другий — на 6-му, так і не зумівши підняти команду.
Влітку 2005 року повернувся до «Болоньї», що перебувала у Серії В. Вже у листопаді він був звільнений після серії поганих результатів. Тим не менш по закінченню сезону він повернувся на посаду, але і цього разу не зумів вивести команду в еліту та був звільнений 14 квітня 2007 року після поразки 3:0 від «Дженоа», в 34 турі Серії Б.
1 листопада того ж року він був найнятий «Реджиною» за порадою свого колишнього учня і колишнього тренера амарантської команди Вальтера Маццаррі. Тим не менш затриматись у команді з Реджо-Калабрії Улів'єрі не зумів і вже 3 березня 2008 року після домашньою нічиєї з «Палермо» (0:0) покинув посаду, здобувши лише чотири очки у семи останніх матчах ліги.
З 2014 року став працювати у жіночому футболі, очолюючи клуби «Скалезе» (Серія В) та «Понтедера» (Серія С)

## Особисте життя
Улів'єрі є президентом італійської асоціації тренерів з футболу.
Також Ренцо Улів'єрі добре відомий своєю лівою політичною позицією. Він був членом Італійської комуністичної партії в шістдесятих роках, а в дев'яностих входив до лав Лівих демократів. У двотисячні роки був членом Демократичної партії, а потім був у партії Ліві екологія свобода. У грудні 2012 року він був кандидатом від цієї партії на парламентських виборах, але йому не вдалося обратися до сенату Італійської республіки.
У своєму інтерв'ю в італійському Vanity Fair у 2013 році він обговорив свої ліві політичні погляди, а також висловився проти гомофобії у футболі.
Кузен Неріо також був футболістом.

## Титули і досягнення

### Як тренера
- Переможець Серії В: 1995-96
- Переможець Серії С1: 1989-90 (група А), 1994-95 (група А)